# فريدريش جولنج
فريدريش جولنج (1883 – 11 أكتوبر 1974) هو مبارز بالسيف نمساوي راحل، مثّل بلاده في الألعاب الأولمبية الصيفية 1912.

## روابط خارجية
فريدريش جولنج على موقع أوليمبيديا (الإنجليزية)